# Седерстрём, Шарлотта
Кристина Шарлотта Седерстрём (урождённая Мёрнер аф Морланда; швед. Christina Charlotta Cederström, Mörner af Morlanda; 2 марта 1760 ―
22 февраля 1832) ― шведская художница и хозяйка салона. Почётный член шведской Королевской академии свободных искусств и французской Академии изящных искусств.

## Биография
Ее отцом был граф Густаф Мёрнер аф Морланда. В 1780 году вышла замуж за барона Акселя Тюра Гилленкрока, с которым развелась в 1799 году. Во время первого замужества проводила долгие дни в поместье мужа в деревне. Развивала свои художественные таланты в различных жанрах. Писала стихи и романы в стиле Руссо, рисовала картины чернилами, тушью и маслом.Писала песни и сочиняла музыку к ним, наиболее известным её произведением является песня «Välkommen, o måne, min åldrige vän» (Добро пожаловать, Луна, моя старая подруга).
В 1800 году вышла замуж за барона Брора Седерстрёма (1780―1877), после чего переехала в Стокгольм, где она стала хозяйкой салона и принимала живое участие в культурной жизни города. Участвовала в выставках Академии свободных искусств со своими масляными полотнами. В 1803 году была избрана почётным членом шведской и французской академий художеств.